# Sweet Revenge (film 1913)
Sweet Revenge è un cortometraggio muto del 1913. Il nome del regista non viene riportato nei titoli.
È il terzo film interpretato da Wallace Beery.

## Produzione
Il film fu prodotto dalla Essanay Film Manufacturing Company.

## Distribuzione
Distribuito dalla General Film Company, il film uscì nelle sale cinematografiche USA il 17 settembre 1913. Nelle proiezioni, veniva programmato con il sistema dello split reel, accorpato in un'unica bobina con un altro cortometraggio, il documentario The Duck Raising Industry.